# Col de Hount Hérède
Le col de Hount Hérède  est un col de montagne pédestre des Pyrénées à 2 704 mètres d'altitude, dans le Lavedan, dans le département français des Hautes-Pyrénées en Occitanie.
Il relie la vallée de Lutour, à l'ouest, à la vallée de Cestrède.

## Toponymie
En occitan, hount signifie « source » et hérède signifie « froid », ce qui donne : « source froide ».

## Géographie
Le col de Hount Hérède est situé entre le pic de Cestrède (2 947 m), la pointe de Cestrède (2 918 m) au nord, et le soum de Hount Hérède (2 873 m) au sud. Il surplombe le vallon de Hount Hérède à l'ouest.

## Protection environnementale
Le col fait partie d'une zone naturelle protégée, classée ZNIEFF de type 1, « vallée de Cestrède », et de type 2, « haute vallée du gave de Pau : vallées de Gèdre et Gavarnie ».

## Voies d'accès
Le versant ouest est accessible depuis le sentier du lac d'Estom, en passant par le lac de Hount Hérède qui se trouve juste en dessous du col. Sur le versant est, par la vallée de Cestrède depuis le parking aux granges de Bué, suivre l'itinéraire du lac de Cestrède puis prendre la direction du lacot d'Era Oule (2 296 m) et viser la pointe de Cestrède.